# Borne milliaire de Caseneuve
Pour les articles homonymes, voir Caseneuve (homonymie).
La borne milliaire de Caseneuve est une borne milliaire de France.

## Localisation
La borne est située sur la commune de Lançon-Provence.

## Historique
La borne est classée au titre des monuments historiques en 1942.